# Orimarga (Orimarga) papuicola
Orimarga (Orimarga) papuicola is een tweevleugelige uit de familie steltmuggen (Limoniidae). De soort komt voor in het Australaziatisch gebied.